# Théminettes
Théminettes ist eine französische Gemeinde mit 182 Einwohnern (Stand 1. Januar 2022) im Département Lot in der Region Okzitanien. Sie gehört zum Arrondissement Figeac und zum Kanton Lacapelle-Marival. 
Sie grenzt im Norden an Rueyres, im Osten an Rudelle, im Südosten an Sonac, im Süden an Saint-Simon und im Westen an Thémines.

## Bevölkerungsentwicklung

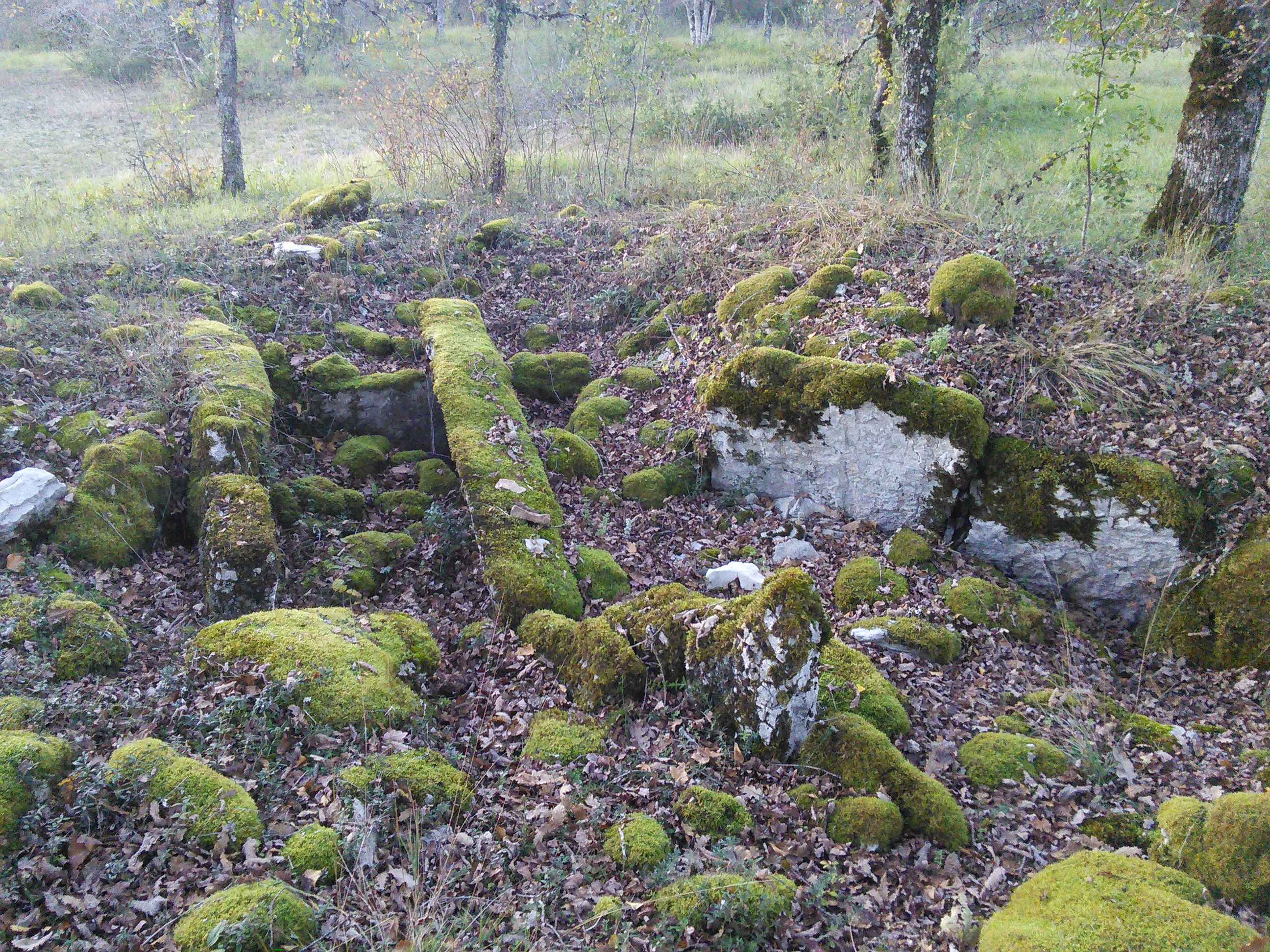
Dolmen bei Théminettes

| Jahr      | 1962 | 1968 | 1975 | 1982 | 1990 | 1999 | 2008 | 2018 |
| --------- | ---- | ---- | ---- | ---- | ---- | ---- | ---- | ---- |
| Einwohner | 142  | 147  | 122  | 149  | 143  | 145  | 180  | 170  |